# Vladimir Semirunniy
Vladimir Semirunniy (11 de diciembre de 2002) es un deportista polaco que compite en patinaje de velocidad sobre hielo. Ganó dos medallas en el Campeonato Mundial de Patinaje de Velocidad sobre Hielo en Distancia Individual de 2025, plata en 10 000 m y bronce en 5000 m.

## Palmarés internacional
| Campeonato Mundial en Distancia Individual | Campeonato Mundial en Distancia Individual | Campeonato Mundial en Distancia Individual | Campeonato Mundial en Distancia Individual |
| Año                                        | Lugar                                      | Medalla                                    | Prueba                                     |
| ------------------------------------------ | ------------------------------------------ | ------------------------------------------ | ------------------------------------------ |
| 2025                                       | Hamar (Noruega)                            | Medalla de plata                           | 10 000 m                                   |
| 2025                                       | Hamar (Noruega)                            | Medalla de bronce                          | 5000 m                                     |